# Château de l'Augère
Le château de l'Augère est un château fort situé à Agonges, en France.

## Localisation
Le château est situé sur la commune d'Agonges, dans le département de l'Allier, en région Auvergne-Rhône-Alpes.

## Description
Le château est composé d'une partie ancienne du XVe siècle avec un donjon quadrangulaire, coiffé d'un toit et agrandi d'un bâtiment de style néogothique au XIXe siècle. Il a conservé les douves en eau qui le ceinturent, il se trouve dans un parc de 6 ha.
Le donjon date de 1441 ainsi que l'ancien pont-levis et les deux pigeonniers. Les dépendances abritent un musée vivant du monde de la forêt et de la vénerie en Bourbonnais.
À la fin du XIXe siècle, le château est restauré et agrandi par l'architecte moulinois René Moreau : une aile et un deuxième donjon plus petit voient ainsi le jour. Il est l'écrin d'une salle d'expositions temporaires d'artistes (peintures, bronzes, artistes animaliers ...).

## Historique
Le château est le plus ancien des treize châteaux de la commune d'Agonges. Il est resté la propriété de la même famille depuis sa construction. 
L'édifice est inscrit au titre des monuments historiques par arrêté du 10 août 2000.